# Elecciones a la Asamblea Constituyente de Ecuador de 1878
Las elecciones para diputados constituyentes de 1878 determinaron quienes conformarían la Asamblea Constituyente de Ecuador de 1878, la cual tenía como objetivo la redacción de un nuevo texto constitucional para el país en reemplazo de la Constitución de Ecuador de 1878.
La conformación de una asamblea constituyente fue convocada el jefe supremo Ignacio de Veintemilla para retornar al orden constitucional y legitimar su mandato, instaurandose la primera constitución de inspiración liberal, aunque en la práctica sirvió para consolidar el poder en la figura de Veintemilla.
Acorde a la normativa de la época, los legisladores eran electos por nominación libre de los electores, sin auspicio partidista o limitaciones por provincia, por lo que en ocasiones un legislador era electo por varias provincias.

## Nómina de Representantes Provinciales
51 diputados provinciales
| Provincia  | Diputados                                   | Diputados                       |
| ---------- | ------------------------------------------- | ------------------------------- |
| Azuay      | Juan Bautista Vázquez Herdoíza              | Juan Bautista Vázquez Herdoíza  |
| Azuay      | Antonio J. Valdivieso García                |                                 |
| Azuay      | Federico González Suárez                    |                                 |
| Azuay      | Mariano Cueva Vallejo                       |                                 |
| Azuay      | Juan de Dios Corral Banderas                |                                 |
| Azuay      | José Félix Chacón Cherres                   |                                 |
| León       | Rafael Quevedo Pozo                         | Rafael Quevedo Pozo             |
| León       | Lorenzo Espinoza de los Monteros Salazar    |                                 |
| León       | Juan Donoso Mancheno                        |                                 |
| León       | Modesto Albuja Andrade                      |                                 |
| León       | Antonio Enrique Arcos Ampudia               |                                 |
| Chimborazo | Víctor Proaño Carrión                       | Víctor Proaño Carrión           |
| Chimborazo | Julio Mancheno Chiriboga                    |                                 |
| Chimborazo | Juan Dávalos Echévez                        |                                 |
| Chimborazo | Javier Sáenz                                |                                 |
| Chimborazo | Daniel Fernández Salvador Gómez de la Torre |                                 |
| Chimborazo | José Mariano Borja Terán                    |                                 |
| Esmeraldas | Ramón Valdez Martínez                       | Ramón Valdez Martínez           |
| Guayaquil  |                                             | José María Urbina y Viteri      |
| Guayaquil  | Pedro Carbo Noboa                           |                                 |
| Guayaquil  | José Vélez Villamar                         |                                 |
| Guayaquil  | José María Sáenz y Padilla                  |                                 |
| Guayaquil  | Carlos Coello Coello                        |                                 |
| Guayaquil  | Tácito Cucalón Ariza                        |                                 |
| Imbabura   |                                             | Pedro Rafael González y Calisto |
| Imbabura   | Javier Endara Carvajal                      |                                 |
| Imbabura   | José Francisco Espinosa                     |                                 |
| Imbabura   | Francisco A. Arboleda de las Cajigas        |                                 |
| Loja       | Luis Fernando Riofrío                       | Luis Fernando Riofrío           |
| Loja       | José M. Bermeo Torres                       |                                 |
| Loja       | Benigno Carrión                             |                                 |
| Loja       | Miguel Castillo                             |                                 |
| Los Ríos   |                                             | Lorenzo Rufo Peña León          |
| Los Ríos   | Agustín Leónidas Yerovi Orejuela            |                                 |
| Los Ríos   | Camilo Montenegro Carcelén                  |                                 |
| Los Ríos   | Miguel Seminario Marticorena                |                                 |
| Manabí     | Pedro Pablo Echeverría Llona                | Pedro Pablo Echeverría Llona    |
| Manabí     | Francisco Boloña Roca                       |                                 |
| Manabí     | Nicolás Alarcón Ureta                       |                                 |
| Pichincha  |                                             | Cornelio E. Vernaza Carbo       |
| Pichincha  | Pedro José de Arteta y Calisto              |                                 |
| Pichincha  | Julio Castro Bastus                         |                                 |
| Pichincha  | Antonio Portilla Lanchazo                   |                                 |
| Pichincha  | Amable Enríquez Ante                        |                                 |
| Pichincha  | Manuel Stacey Sanz                          |                                 |
| Pichincha  | Domingo Gangotena Alvarez                   |                                 |
| Pichincha  | José María Batallas Flores                  |                                 |
| Tungurahua | Luis Fernando Ortega Espinosa               | Luis Fernando Ortega Espinosa   |
| Tungurahua | Francisco Barona Grijalva                   |                                 |
| Tungurahua | José Álvarez Alvear                         |                                 |
| Tungurahua | Juan Guerrero Duprat                        |                                 |

Fuente: